# Eaea
"Eaea" é uma canção da cantora espanhola Blanca Paloma. A música foi co-escrita pela interprete junto com José Pablo Polo e Álvaro Tato. Foi lançada a 20 de dezembro de 2022 pela Universal. A música representou Espanha no Festival Eurovisão da Canção de 2023, onde acabou por ficar em 17.º lugar na final com 100 pontos.

## Contexto e composição
A música foi escrita por Blanca Paloma, José Pablo Polo e Álvaro Tato. A canção é descrita como uma «honra» às raízes da cantora, como uma «celebração do poder e da força das ancestrais femininas» e como a representação de uma canção para a avó de Blanca Paloma, Carmen, que inspirou-a fortemente. A canção e a performance de dança que a acompanha são descritas como nutridas dos sons tradicionais espanhóis e baseado nos estilos tradicionais do flamenco.